# Egil Østenstad
Egil Johan Østenstad (Haugesund, 2 gennaio 1972) è un ex calciatore norvegese, di ruolo attaccante.

## Carriera

### Club
Nato ad Haugesund, Østenstad ha iniziato la carriera con la squadra locale del Torvastad. È arrivato al Viking nel 1990 e ha aiutato la squadra a vincere la Tippeligaen nel 1991, quando è stato incluso in dieci delle ventidue partite della squadra. Ha disputato un totale di duecentottanta incontri con il club, prima di trasferirsi al Southampton, nella Premier League, nell'ottobre 1996.
Østenstad ha firmato un contratto con la squadra di Graeme Souness, per sostituire Neil Shipperley e ha debuttato contro il Coventry City il 13 ottobre 1996. Nella terza partita per i Saints, ha aperto le marcature nella vittoria del Southampton per sei a tre sul Manchester United: Østenstad ha realizzato una tripletta, ma il tabellone ha inizialmente segnalato l'autorete di Gary Neville, nonostante il norvegese abbia toccato la palla per ultimo.
Nel primo campionato con il Southampton, ha giocato con calciatori del calibro di Matthew Le Tissier e Eyal Berkovic e ha segnato nove reti in trenta apparizioni. È stato votato, dai suoi tifosi, come calciatore dell'anno.
Dall'inizio della stagione successiva, Souness è stato sostituito da Dave Jones, ex tecnico dello Stockport County. Sfortunatamente, però, anche Berkovic si è infortunato ed ha quindi interrotto la partnership con Østenstad. Il norvegese ha quindi giocato al fianco di Kevin Davies, ma non è mai riuscito a segnare. Dopo la firma di David Hirst, allora, ha giocato soltanto da sostituto in maniera sporadica. Dopo essere entrato in campo nella partita contro il Liverpool, ha segnato una rete nella vittoria dei Saints per tre a due. Da quel momento, è stato impiegato da titolare per le restanti tredici partite di campionato, in cui ha siglato otto reti. Il Southampton ha così terminato il campionato 1997-1998 in una rispettabile posizione di metà classifica.
Nel 1998, Davies è passato ai Blackburn Rovers e James Beattie ha fatto il percorso inverso, come parte dell'accordo. Østenstad ha giocato, quindi, in coppia con il veterano Mark Hughes. Durante il campionato 1998-1999, il Southampton ha avuto difficoltà nell'andare in rete ed è rimasto in zona retrocessione fino alle ultime due partite della stagione, ma è riuscito a salvarsi. Østenstad, con sette reti, è stato il miglior marcatore stagionale della squadra (assieme a Le Tissier), ma nonostante questo ha perso il posto da titolare, negli ultimi incontri, in favore di Marian Pahars.
Ha iniziato il campionato seguente in maniera brillante, con una rete alla prima partita, contro il Coventry City. Dieci giorni dopo, però, Jones lo ha ceduto ai Blackburn Rovers, con Davies che è tornato al Southampton. In tre stagione, il norvegese ha segnato ventotto reti in novantasei partite per i Saints, oltre ad altre cinque marcature in tredici incontri di coppa. È stato un personaggio popolare tra i tifosi, ma spesso li ha fatti infuriare sbagliando reti, apparentemente, semplici.
Nonostante la riunione con Souness, seppure in una divisione inferiore, Østenstad ha avuto alcune difficoltà. Dopo un buon inizio, quando ha segnato nella vittoria per due a zero sul Norwich City, non ha trovato continuità e ha siglato, al termine della stagione, otto reti in ventotto apparizioni, giocando accanto a Lee Carsley e Ashley Ward.
I gol sono scarseggiati anche nel campionato seguente, con tre marcature in tredici incontri. Il Blackburn, nel frattempo, ha potuto contare sulle reti di Matt Jansen e David Dunn. Ha trascorso parte del 2001 in prestito al Manchester City.
Il Blackburn ha conquistato, comunque, la promozione, ma Østenstad ha trovato poco spazio in Premier League, con sole quattro partite giocate. Nel campionato successivo, ha giocato più spesso e ha siglato una rete ai danni del CSKA Sofia in Coppa UEFA 2002-2003. In quattro campionato, ha totalizzato sessantadue presenze e dodici gol per il Blackburn.
Nell'estate 2003, ha firmato per i Rangers di Alex McLeish a parametro zero. Non ha trovato però molto spazio e ha perciò rescisso il contratto prima del termine della stagione. Nel 2004 è quindi tornato in Norvegia, al Viking, dove ha segnato subito tre reti in nove partite, salvando la squadra dalla retrocessione. Nonostante segnasse ancora con discreta regolarità, Østenstad si è ritirato nel 2005. Una petizione online che aveva l'obiettivo di farlo giocare per un'altra stagione ha raccolto 2500 firme.

### Nazionale
Østenstad ha debuttato per la Norvegia nel 1993, come sostituto nella sfida contro le Fær Øer. Ha collezionato diciassette presenze tra il 1993 e il 1999, di cui la maggior parte come sostituto, ed ha partecipato al campionato del mondo 1998. Il 7 ottobre 2005, a distanza di sei anni dall'ultima gara giocata per la Norvegia, ha effettuato il suo ritorno, nella sconfitta interna per 2-1 contro la Scozia.
Con sei reti in diciassette incontri, è stato uno dei marcatori tra i più efficienti della Nazionale norvegese, con una rete ogni novantaquattro minuti; tra le 6 reti da lui realizzate figura anche quella nella storica vittoria per 4-2 contro il Brasile in amichevole del 30 maggio 1997, segnando la rete del definitivo 4-2 dei norvegesi.

### Dopo il ritiro
Attualmente, è un dirigente del Viking. Ha anche ispirato il personaggio di "Yngve" nel libro Mannen som elsket Yngve di Tore Renberg. L'autore ha frequentato la stessa scuola superiore di Østenstad.

## Statistiche

### Cronologia presenze e reti in Nazionale
| Cronologia completa delle presenze e delle reti in nazionale ― Norvegia | Cronologia completa delle presenze e delle reti in nazionale ― Norvegia | Cronologia completa delle presenze e delle reti in nazionale ― Norvegia | Cronologia completa delle presenze e delle reti in nazionale ― Norvegia | Cronologia completa delle presenze e delle reti in nazionale ― Norvegia | Cronologia completa delle presenze e delle reti in nazionale ― Norvegia | Cronologia completa delle presenze e delle reti in nazionale ― Norvegia | Cronologia completa delle presenze e delle reti in nazionale ― Norvegia |
| Data                                                                    | Città                                                                   | In casa                                                                 | Risultato                                                               | Ospiti                                                                  | Competizione                                                            | Reti                                                                    | Note                                                                    |
| ----------------------------------------------------------------------- | ----------------------------------------------------------------------- | ----------------------------------------------------------------------- | ----------------------------------------------------------------------- | ----------------------------------------------------------------------- | ----------------------------------------------------------------------- | ----------------------------------------------------------------------- | ----------------------------------------------------------------------- |
| 11-8-1993                                                               | Toftir                                                                  | Fær Øer                                                                 | 0 – 7                                                                   | Norvegia                                                                | Amichevole                                                              | 2                                                                       | 72’                                                                     |
| 27-3-1996                                                               | Belfast                                                                 | Irlanda del Nord                                                        | 0 – 2                                                                   | Norvegia                                                                | Amichevole                                                              | 1                                                                       | 75’                                                                     |
| 24-4-1996                                                               | Oslo                                                                    | Norvegia                                                                | 0 – 0                                                                   | Spagna                                                                  | Amichevole                                                              | -                                                                       | 77’                                                                     |
| 9-10-1996                                                               | Oslo                                                                    | Norvegia                                                                | 3 – 0                                                                   | Ungheria                                                                | Qual. Mondiali 1998                                                     | -                                                                       | 83’                                                                     |
| 10-11-1996                                                              | Berna                                                                   | Svizzera                                                                | 0 – 1                                                                   | Norvegia                                                                | Qual. Mondiali 1998                                                     | -                                                                       | 87’                                                                     |
| 29-3-1997                                                               | Dubai                                                                   | Emirati Arabi Uniti                                                     | 1 – 4                                                                   | Norvegia                                                                | Amichevole                                                              | -                                                                       | 80’                                                                     |
| 30-5-1997                                                               | Oslo                                                                    | Norvegia                                                                | 4 – 2                                                                   | Brasile                                                                 | Amichevole                                                              | 1                                                                       | 46’                                                                     |
| 8-6-1997                                                                | Budapest                                                                | Ungheria                                                                | 1 – 1                                                                   | Norvegia                                                                | Qual. Mondiali 1998                                                     | -                                                                       | 81’ 83’                                                                 |
| 20-7-1997                                                               | Reykjavík                                                               | Islanda                                                                 | 0 – 1                                                                   | Norvegia                                                                | Amichevole                                                              | -                                                                       | 66’                                                                     |
| 10-9-1997                                                               | Oslo                                                                    | Norvegia                                                                | 5 – 0                                                                   | Svizzera                                                                | Qual. Mondiali 1998                                                     | -                                                                       | 46’                                                                     |
| 25-2-1998                                                               | Marsiglia                                                               | Francia                                                                 | 3 – 3                                                                   | Norvegia                                                                | Amichevole                                                              | 1                                                                       | 85’                                                                     |
| 25-3-1998                                                               | Bruxelles                                                               | Belgio                                                                  | 2 – 2                                                                   | Norvegia                                                                | Amichevole                                                              | -                                                                       | 81’                                                                     |
| 20-5-1998                                                               | Oslo                                                                    | Norvegia                                                                | 5 – 2                                                                   | Messico                                                                 | Amichevole                                                              | -                                                                       | 79’                                                                     |
| 27-5-1998                                                               | Molde                                                                   | Norvegia                                                                | 6 – 0                                                                   | Arabia Saudita                                                          | Amichevole                                                              | 1                                                                       | 78’                                                                     |
| 16-6-1998                                                               | Bordeaux                                                                | Norvegia                                                                | 1 – 1                                                                   | Scozia                                                                  | Mondiali 1998 - 1º Turno                                                | -                                                                       | 75’                                                                     |
| 20-1-1999                                                               | Tel Aviv                                                                | Israele                                                                 | 0 – 1                                                                   | Norvegia                                                                | Amichevole                                                              | -                                                                       | 80’                                                                     |
| 22-1-1999                                                               | Umm al-Fahm                                                             | Estonia                                                                 | 3 – 3                                                                   | Norvegia                                                                | Amichevole                                                              | -                                                                       | 55’                                                                     |
| 7-9-2005                                                                | Oslo                                                                    | Norvegia                                                                | 1 – 2                                                                   | Scozia                                                                  | Qual. Mondiali 2006                                                     | -                                                                       | 7’ 46’                                                                  |
| Totale                                                                  |                                                                         | Presenze                                                                | 18                                                                      |                                                                         | Reti                                                                    | 6                                                                       |                                                                         |